# Caso Sierra Nevada
El Caso Sierra Nevada fue un escándalo de corrupción en Venezuela que giró en torno a la compra del buque Sierra Nevada durante el primer gobierno de Carlos Andrés Pérez.

## Antecedentes
El 1 de noviembre de 1979 se inicia una investigación ante una comisión presidida por el diputado de Unión Republicana Democrática (URD) Ramón Tenorio Sifontes acompañado de los diputados Anselmo Natale, Leonardo Ferrer, Pedro Tabata Guzmán y Miguel Bellorin Tineo. Anteriormente, la Comisión de Ética del partido Acción Democrática ya había sancionado a Carlos Andrés Pérez y a otros dos funcionarios administrativamente. El caso fue importante porque determinaría el futuro político de Carlos Andrés y presentó una posibilidad real de que la corrupción administrativa se sancionara, tema tocado por la agenda pública abrumadoramente.

## Denuncias
La denuncia fue hecha por Leopoldo Díaz Bruzual, ministro del gobierno de Luis Herrera Campíns, la cual implicaba a un exministro de Fomento de Pérez y al expresidente de la Corporación Venezolana de Fomento. La acusación giraba en torno al sobreprecio en la compra del buque y se pretendía imputar a Carlos Andrés Pérez por esta vía.

## Juicio en el Congreso
El 9 de enero de 1980 el Movimiento Electoral del Pueblo (MEP) solicita investigar los bienes el presidente. Una comisión del Congreso, a su vez, solicita su enjuiciamiento por las responsabilidad moral, política y administrativa que cargaba en el escándalo. El debate terminó decidiéndose en el Congreso Nacional en una votación 8 de mayo. Las cámaras determinaron que Carlos Andrés tuvo responsabilidad política, más no administrativa ni moral. Varios diputados independientes, de Acción Democrática, algunos votos de Movimiento al Socialismo y José Vicente Rangel consiguieron más votos que los diputados de Copei y el MAS y absolvieron a Carlos Andrés Pérez de ser condenado administrativamente por el Congreso.
Uno de los posibles motivos por los que muchos de los votos a favor de Pérez se produjeron fue porque dichos diputados no querían respaldar los esfuerzos de Rafael Caldera ni de Rómulo Betancourt, quien se había distanciado de Pérez por el tema de la corrupción administrativa, de debilitar a Carlos Andrés políticamente. El resultado dio con el informe acusatorio conocido como el Informe Tenorio.

### Resultados de la votación
El Congreso en su sesión conjunta de ambas Cámaras del 8 de mayo de 1980 dio como resultado de la votación:
- Responsabilidad política: 132 votos contra el presidente y 102 a favor (responsable)
- Responsabilidad administrativa: 113 votos contra el presidente y 115 votos a favor (absuelto)
- Responsabilidad moral: 111 votos contra el presidente y 119 votos a favor (absuelto).[2]

El caso Sierra Nevada fue cerrado por la Fiscalía el 13 de junio de 1980.[cita requerida]